# Olszowa (Pogórze Rożnowskie)
Olszowa (464, 465 m) – wzniesienie na Pogórzu Rożnowskim. Znajduje się w paśmie wzgórz między Styrem Południowym a Suchą Górą, w zlewni Paleśnianki. Mapa Compass podaje wysokość 465 m, mapa Geoportalu 464 m. Nie jest najwyższym wzniesieniem w paśmie między Styrem a Suchą Górą; na północny zachód od Olszowej znajduje się wyższy, lecz bezimienny wierzchołek 478 m. Na Olszowej jednak znajduje się punkt triangulacyjny.
Szczyt i południowe stoki Olszowej są bezleśne, zajęte przez pola i zabudowania miejscowości Olszowa. Stoki północne porasta las. Przez szczyt Olszowej prowadzi znakowany szlak turystyczny. Jego odcinek po wschodniej stronie szczytu Olszowej przebiega przez tereny bezleśne, dzięki temu rozciągają się z niego panoramy widokowe.
Szlaki turystyczne
 Polichty – Sucha Góra – Olszowa – Styr Południowy – Mogiła – Ruda Kameralna